# San Esteban de Guarga
San Esteban de Guarga est un village de la province de Huesca, situé à environ dix kilomètres au sud-est de la ville de Sabiñánigo, à 1 221 mètres d'altitude. Il compte 5 habitants d'après le dernier recensement (2014).